# Caritas Internationalis
Caritas Internationalis ist die Dachorganisation der 165 nationalen Caritasverbände. Diese Wohlfahrtsorganisationen der römisch-katholischen Kirche sind weltweit in der Nothilfe, Entwicklungshilfe und den Sozialdiensten tätig. Mitglieder von Caritas Internationalis sind unter anderem der Deutsche Caritasverband, die Caritas Österreich, die Caritas Schweiz und der französische Secours catholique.

## Logo und Motto

### Logo

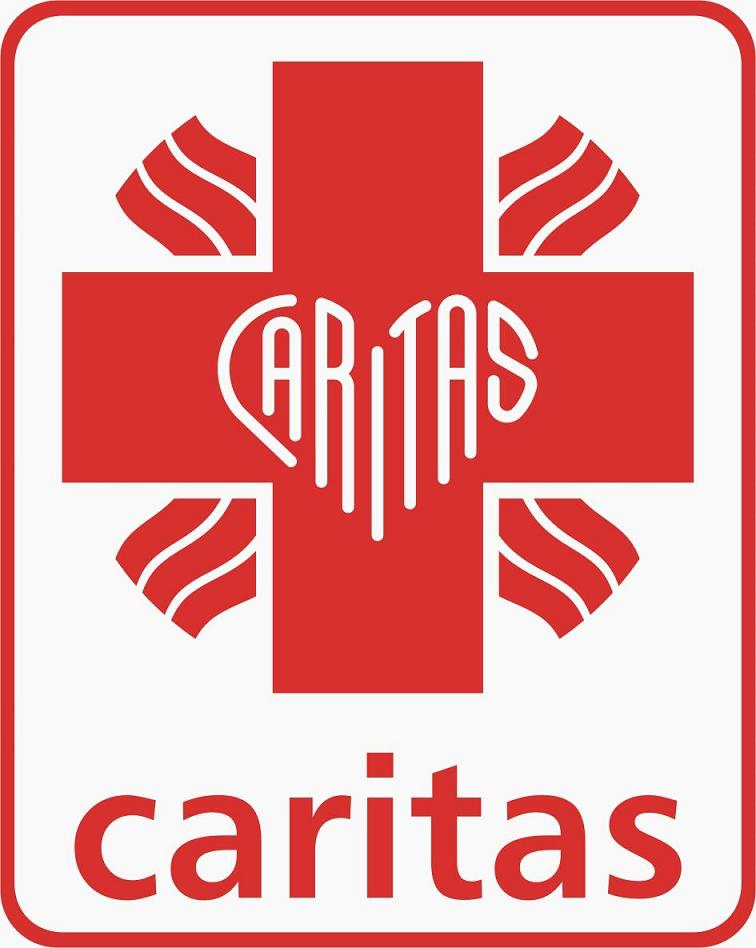
Logo

1962 entwarf der Grafikdesigner Bert Hunter das „Feuerkreuz“-Logo, ein Symbol der Wohltätigkeit, das ein Kreuz mit stilisierten Flammen darstellt, die in vier Richtungen ausschlagen. Die vertikale Linie des Kreuzes symbolisiert die Verbindung zwischen Gott und Mensch, während die horizontale Linie die „Verantwortung der Menschen für sich selbst und füreinander“ symbolisiert. Die Flamme ist ein Symbol der Wärme, eine Metapher für die Unterstützung und Solidarität, die die Wohltätigkeit real werden lässt.

### Motto
Das Wort Caritas, Liebe/Karitas auf Latein, zierte bereits die Innenseite des Bildes des Heiligsten Herzens, das der heiligen Margareta Maria bei den Erscheinungen von Paray-le-Monial in Frankreich im 17. Jahrhundert offenbart wurde. Dieses Wort in der Mitte eines Herzens, aus dem Flammen brennen, symbolisiert für die Katholiken die Nächstenliebe, die aus dem Herzen Jesu, des Menschen und Gottes kommt (vgl. Die Nächstenliebe ist auch eine der drei theologischen Tugenden, die vom Heiligen Johannes gelehrt wurden, sie betrifft die Liebe zu Gott und die Liebe zu unserem verletzten Nächsten).

## Geschichte

### Gründung
Der erste Caritas-Verband wurde 1897 in Köln in Deutschland gegründet. Gegründet wurde er von Lorenz Werthmann (1858-1921); sein ursprünglicher Name war Charitasverband für das katholische Deutschland. 1916 wurde die Caritas von der deutschen Bischofskonferenz als Zusammenschluss der diözesanen Wohlfahrtsverbände anerkannt. In der Zeit des Nationalsozialismus verlor die Caritas ihre rechtliche und politische Kraft, obwohl sie 1933 rechtlich anerkannt wurde.

### Internationalisierung
Im Anschluss an den Eucharistischen Weltkongress in Amsterdam im Juli 1924, an dem sechzig Vertreter aus zweiundzwanzig Ländern teilnahmen, wurde eine Katholische Caritas-Konferenz gegründet. Maßgeblich vorbereitet wurde die Gründung durch Kuno Joerger, der von 1921 bis 1958 Generalsekretär des Deutschen Caritasverbandes war. Die Geschäftsführung der Katholischen Caritas-Konferenz übernahm die Caritas Schweiz mit Sitz in Luzern. Im Jahr 1928 wurde die Konferenz auf Wunsch von Papst Pius XI. in Caritas Catholica umbenannt.
Nachdem sie während des Zweiten Weltkriegs ruhte, wurden die Aktivitäten der Vereinigung 1947 wieder aufgenommen, genehmigt von Monsignore Giovanni Battista Montini, Pro-Staatssekretär von Papst Pius XII. (und späterer Papst unter dem Namen Paul VI.). Er beauftragte sie, alle karitativen und wohltätigen Aktivitäten der katholischen Kirche auf internationaler Ebene, insbesondere bei der UNO, offiziell zu vertreten. Ab 1950 begannen sich die verschiedenen Caritasverbände unter der Ägide von Bischof Montini zu vereinigen. Die erste Generalversammlung von Caritas Internationalis fand im Dezember 1951 statt, mit Unterstützung des Vatikans. Die Gründungsmitglieder kamen aus dreizehn Ländern: Österreich, Belgien, Kanada, Dänemark, Frankreich, Deutschland, den Niederlanden, Italien, Luxemburg, Portugal, Spanien, der Schweiz und den Vereinigten Staaten. Im Jahr 1957 änderte der Bund seinen Namen in Caritas Internationalis, um seine globale Präsenz widerzuspiegeln, und ist heute in über 190 Ländern und Territorien vertreten.

### Ethik und päpstlicher Rechtsstatus
Caritas Internationalis ist eine christlich inspirierte Wohltätigkeitsorganisation. In seinem päpstlichen Schreiben, mit dem er ihr öffentliche kanonische Rechtspersönlichkeit verlieh, fasste Papst Johannes Paul II. ihre Inspiration wie folgt zusammen:
„Beim letzten Abendmahl, am Vorabend seiner Passion, hinterließ der Herr Jesus seinen Aposteln eine präzise Anweisung: ,Ich gebe euch ein neues Gebot: Ihr sollt einander lieben; wie ich euch geliebt habe, so sollt auch ihr einander lieben.‘ (Joh. 13:34). Gestützt auf diesen Auftrag hat die Kirche das Evangelium verkündet und die Gnade der Sakramente gespendet, wobei sie stets darauf bedacht war, ihr Handeln mit dem Zeugnis der Liebe zu begleiten. So ist das Leben der christlichen Gemeinde von Anfang an durch die konkrete Ausübung der Nächstenliebe gekennzeichnet, die sich insbesondere in der Zuwendung zu den Armen und Schwachen ausdrückt (vgl. Apg 2,42-47). Seit fast zwei Jahrhunderten entstanden im diözesanen und pfarrlichen Bereich Gruppen, die später den Namen Caritas annahmen, mit dem Ziel, Menschen in Notsituationen zu helfen.“
„Zur Bestätigung der kirchlichen Rolle, die dieser verdienstvolle Bund spielt, und als Antwort auf die ausdrückliche Bitte, die in dieser Hinsicht geäußert wurde, gewähre ich daher Caritas Internationalis kraft apostolischer Autorität und in Übereinstimmung mit den Normen des Codex des kanonischen Rechts öffentliche kanonische Rechtspersönlichkeit (vgl. cann. 116-123 des Codex Iuris Canonici). Ich bestätige die Statuten und Verordnungen, die im Lichte dessen, was in diesem Chirograph festgelegt ist, interpretiert werden müssen. Jede Änderung dieser muss von mir bestätigt werden, ebenso wie die mögliche Verlegung des Hauptsitzes, der sich derzeit in Rom befindet.“
- Papst Johannes Paul II. - Apostolisches Schreiben „Während des Abendmahls“ - Gegeben in Castel Gandolfo, 16. September 2004.

### Jüngere Entwicklungen
Am 22. November 2022 entließ der Papst die gesamte Spitzenebene von Caritas internationalis und ernannte einen Sonderbeauftragten, den aus der Energiebranche kommenden Manager und Organisationsberater Pier Francesco Pinelli, als kommissarischen Leiter. Der abgesetzte Kardinal Luis Antonio Tagle (Philippinen) stellte den an der Voruntersuchung beteiligten Experten selbst der Öffentlichkeit vor. Genaue Gründe oder Vorwürfe wurden nicht benannt. Seit Mai 2023 ist Tarcisio Isao Kardinal Kikuchi Präsident von Caritas internationalis.
Als Begründung seines Dekrets wurde angegeben, Managementnormen und -verfahren verbessern zu wollen.

## Struktur

### Aufbau
Die Caritas hat 162 Mitglieder. Ein Mitglied ist eine nationale Wohltätigkeitsorganisation oder eine kollektive Gruppe solcher Organisationen, die mit der Unterstützung ihrer jeweiligen Kirche arbeiten, oder eine vom Vatikan anerkannte internationale Wohltätigkeitsorganisation, die sich dem menschlichen Fortschritt und der Entwicklung widmet. Seit 2019 ist das Dikasterium für die ganzheitliche Entwicklung des Menschen nun offiziell nach Neuordnung zuständig für Caritas Internationalis. Das Staatssekretariat des Vatikans überwacht die Statuten und Verordnungen sowie die Finanzabkommen mit Regierungen, Nichtregierungsorganisationen und internationalen Organismen.

### Präsident
Der derzeitige Präsidenten von Caritas Internationalis ist der japanische Erzbischof Tarcisio Isao Kardinal Kikuchi.

### Generalsekretariat
Die Caritas hat Büros bei den Vereinten Nationen in New York und Genf sowie ihren Hauptsitz in der Vatikanstadt. Sein Generalsekretariat befindet sich im Palazzo San Calisto im Vatikan. Der Generalsekretär von Caritas Internationalis ist seit 2023 Alistair Dutton. Das Generalsekretariat deckt die folgenden Bereiche ab: Nothilfe, Interessenvertretung und Kommunikation, internationale Verbindungen und Kapazitätsaufbau.

### Governance
Alle vier Jahre treffen sich Vertreter aus allen Mitgliedsländern in der Vatikanstadt, um die geleistete Arbeit zu überprüfen und das Budget zu verabschieden. Die Generalversammlung wählt eine kleinere Gruppe, das Exekutivkomitee, das für vier Jahre die Aktivitäten der Konföderation leitet. Die Generalversammlung wählt auch den Präsidenten, den Generalsekretär, den Schatzmeister und die sieben Regionalvorsitzenden von Caritas Internationalis. Diese Gruppe plus Beobachter bilden das Präsidium mit globaler Führungsverantwortung.

### Regionen
Caritas Internationalis ist in sieben Regionen unterteilt, die zusammenarbeiten, um interregionale Aktivitäten zu fördern: Caritas Afrika, Caritas Asien, Caritas Europa, Caritas Lateinamerika und Karibik, Caritas Naher Osten und Nordafrika (MONA), Caritas Nordamerika und Caritas Ozeanien.

### Finanzierung
Innerhalb von Caritas Internationalis ist jede lokale Einheit selbständig und unabhängig. Das Prinzip der Unterstützung durch die globale Gemeinschaft als Ganzes ist jedoch anerkannt und manifestiert sich am häufigsten in der Zusammenarbeit zwischen verschiedenen nationalen Einheiten. Die Caritas finanziert sich durch Geld- und Sachspenden. Das Gesamtbudget, das hauptsächlich aus privaten Spenden, aber auch aus öffentlichen Mitteln stammt, betrug 2019 rund 5 Millionen Euro.

### Präsidium
- 1965–1971: Jean Rodhain
- 1971–1974: Carl Vath
- 1975–1983: Georg Hüssler
- 1983–1991: Kardinal Alexandre do Nascimento
- 2005–2007: Denis Viénot, erster Laie als Präsident von Caritas Internationalis
- 2007–2015: Kardinal Óscar Rodríguez Maradiaga aus Honduras. Lesley-Anne Knight aus Großbritannien wurde 2007 als Nachfolgerin von Duncan MacLaren zur Generalsekretärin gewählt; ihr folgte 2011 Michel Roy.
- 2015–2019: Die Generalversammlung im Mai 2015 wählte Kardinal Luis Antonio Tagle, Erzbischof von Manila, zum Präsidenten von Caritas Internationalis. Als Generalsekretär von Caritas Internationalis wurde Michael Roy gewählt.
- 2019–2022: Die Generalversammlung im Mai 2019 wählte Kardinal Luis Antonio Tagle, Erzbischof von Manila, erneut zum Präsidenten von Caritas Internationalis. Als Generalsekretär von Caritas Internationalis der aus Indien gebürtige Franzose Aloysius John gewählt.[12]
- Im November 2022 entband Papst Franziskus die gesamte Führungsebene von Caritas Internationalis von deren Aufgaben und setzte eine kommissarische Leitung an die Spitze der Hilfsorganisation.[18][19]
- Seit 2023: Die Generalversammlung im Mai 2023 wählte Tarcisio Isao Kikuchi, Erzbischof von Tokio, zum Präsidenten von Caritas Internationalis. Als Generalsekretär von Caritas Internationalis wurde Alistair Dutton gewählt.[20]